# Schlagwortnormdatei
Die Schlagwortnormdatei (SWD) war ein kontrolliertes Schlagwortsystem (Normdatei), das vor allem zur Sacherschließung in Bibliotheken eingesetzt wurde. Die SWD wurde von der Deutschen Nationalbibliothek (DNB) in Kooperation mit verschiedenen Bibliotheksverbünden verwaltet. Die Aufnahme von Schlagwörtern in die SWD ist in den Regeln für den Schlagwortkatalog (RSWK) festgelegt. Vergleichbare Systeme in anderen Sprachen sind die Library of Congress Subject Headings (LCSH) und das Répertoire d’autorité-matière encyclopédique et alphabétique unifié (RAMEAU).
Ende April 2012 ist die SWD in der Gemeinsamen Normdatei (GND) aufgegangen.

## Umfang
Die SWD enthielt Mitte 2003 etwa 600.000 Deskriptoren und rund 700.000 Nichtvorzugsbenennungen (synonyme und quasisynonyme Bezeichnungen sowie gleichbedeutende Schlagwortketten mit Verweisen auf einen Deskriptor). Die Zuwachsrate betrug etwa 5,5 % pro Jahr. Ungefähr drei Viertel der Deskriptoren beziehen sich auf Individualbegriffe (Sprachbezeichnungen, Personen, Körperschaften, Titel, Ethnographika …) und ein Viertel auf abstrakte Begriffe. Die Verknüpfung mittels hierarchischer (etwa 115.000) und assoziativer Relationen (etwa 26.000) ist nicht sehr dicht, weshalb man bei der SWD auch nicht von einem Thesaurus sprechen kann.
Die Begriffe der SWD sind zusätzlich in einer eigenen Klassifikation mit knapp 500 Klassen in 36 Hauptgruppen eingeordnet.

## Struktur
Die einzelnen Begriffe sind in eine Systematik eingeordnet und enthalten zusätzlich Verweise auf Quellen, verwandte Begriffe, Vorzugsbenennung und in geringerem Umfang hierarchische Verknüpfungen. Ein vollständiger Thesaurus ist die SWD jedoch aufgrund des geringen Verknüpfungsgrades eher nicht. Die SWD stand bis Ende April 2012 online im Rahmen der Katalogdatenbank ILTIS und kostenpflichtig als BIBLIODATA zusammen mit der Personennamendatei (PND) und der Gemeinsamen Körperschaftsdatei (GKD) auf der Normdaten-CD-ROM und der Normdatei TITAN zur Verfügung.
In beiden Fällen war die Benutzeroberfläche der SWD verbesserungswürdig. Statt die SWD als Navigationsinstrument benutzerfreundlich zugänglich zu machen, wurde darauf vertraut, dass Benutzer mit der SWD und ihrer Systematik vertraut sind und das passende Schlagwort in der korrekten Ansetzungsform vor einer Recherche mitbringen. Ein Navigieren in der Systematik oder über die Verweisungen von einem Begriff zum anderen mittels Hyperlinks war nicht möglich. Die Strategie der Deutschen Nationalbibliothek, Normdatensätze kommerziell zu vertreiben, erschwerte außerdem die Weiternutzung der SWD, z. B. in anderen Begriffssystemen.
Zum Austausch von Normdatensätzen existiert ein eigenes MAB-Format. Die Verbundzentrale des Südwestdeutschen Bibliotheksverbundes (SWB) bot einen Onlinezugang (OSWD), der seit Mai 2012 für die GND (OGND) genutzt wird.